# Trasgu (banda)
Trasgu fue un grupo folk avilesino (Asturias, España). Pionero del folk asturiano, fue el primer grupo de este estilo de la comunidad que publicó un trabajo discográfico La Isla de Hélice. También fue el primer grupo que mezclaba instrumentos tradicionales acústicos, con electrónicos más modernos como el bajo eléctrico o los sintetizadores.

## Componentes
- Marcelino García (Violín, rabel, puntero y percusiones)
- Santiago Gutierrez (Ajo) (Gaita asturiana y percusiones)
- Herminia Álvarez (Arpa, guitarras y voz)
- Javier Cervero (Flauta, zanfoña, puntero y voz)
- Juanjo González (Piano, clave, órgano y sintetizador)
- Chus Lorenzo-Ignacio Pozo (Bajo eléctrico)
- Pepe Gamero (Técnico de sonido en directos)

## Discografía

### Álbumes
- La Isla De Hélice (1983)

### La Isla De Hélice (1983) - T E M A S
01 - Marcha Del Tao. ~
02 - Danza Del Trillo. ~
03 - Motete Y Estampida. ~
04 - Les Vielles. ~
05 - Das-i A Un Probe. ~
06 - Himno A Covadonga. ~
07 - ¿Tú Que Tuviste, Mariana? ~
08 - La Flor Del Agua. ~
09 - El Rabel De Caleao. ~
10 - ¿Donde Vas A Por Agua? ~
11 - La Isla De Hélice. ~
12 - Muñeiras De Boal.

### Recopilatorios
- Lo mejor del folk 1 (con los temas Muñeiras de Bual, Himnu de Cuadonga, Dónde vas a por Agua y Marcha del Tao)
- Lo mejor del folk 2 (con los temas El Rabel de Caleao y Motete y Estampida)

- Datos: Q3395783